# Catalogne, de
de Catalogne es una variedad cultivar de ciruelo (Prunus domestica), de las denominadas ciruelas europeas,
una variedad de ciruela antigua cuyo origen no está claro seguramente de la región de la Alta Cerdaña. Las frutas tienen un tamaño muy pequeño, color de piel amarillo verdoso o calabaza claro, por lo general no uniforme, con estrías desde la cavidad peduncular, sin chapa, punteado muy abundante, diminuto, amarillento o blanquecino con aureola verdosa, y pulpa de color amarillo verdosa o calabaza claro exacto al color de la piel, textura blanda, semi pastosa, poco jugosa, y sabor dulce, agradable, bueno.

## Sinonimia
- "Barnabé",
- "Catalonie",
- "Cérisette Blanche",
- "Dubbelde Damas",
- "Early white",
- "Early Yellow",
- "Gele Ameliepruim",
- "Jean Hative",
- "Jaune Hative",
- "Perdrigon Hatif ou precoce",
- "Passé Velours",
- "Prune de Catalogne",
- "St Barnabé",
- "Vroege Perdrigon",
- "Witte Avant-pruim",
- "Witte Vroege Pruim".[3]

## Historia
'de Catalogne' variedad de ciruela local muy antigua ya descrito en 1629 cuyos orígenes no están claros, si de España, o se presupone que es de la región de la Alta Cerdaña.
'de Catalogne' está cultivada en el Banco de germoplasma de cultivos vivos de la Estación experimental Aula Dei de Zaragoza. Está considerada incluida en las variedades locales autóctonas muy antiguas, cuyo cultivo se centraba en comarcas muy definidas, que se caracterizan por su buena adaptación a sus ecosistemas, y podrían tener interés genético en virtud de su características organolepticas y resistencia a enfermedades, con vista a mejorar a otras variedades.

## Características
'de Catalogne' árbol de porte extenso, vigoroso, erguido, muy fértil y resistente. Las flores deben aclararse mucho para que los frutos alcancen un calibre más grueso. Tiene un tiempo de floración que comienza a partir del 16 de abril con el 10% de floración, para el 20 de abril tiene una floración completa (80%), y para el 29 de abril tiene un 90% de caída de pétalos.
'de Catalogne' tiene una talla de tamaño muy pequeño, de forma elíptica, deprimida en el polo pistilar, casi simétrica, presentando sutura perceptible por ser transparente, aunque casi del color de fondo. Superficial excepto en ambos polos; epidermis fina, transparente, poca pruina, blanquecina, sin pubescencia, siendo el color de la piel amarillo verdoso o calabaza
claro, por lo general no uniforme, con estrías desde la cavidad peduncular, sin chapa, punteado muy abundante, diminuto, amarillento o blanquecino con aureola verdosa, bien perceptible en zonas poco coloreadas, imperceptible en los frutos muy maduros; la cavidad peduncular casi nula, oblicua, siendo más baja en el lado de la sutura; pulpa de color amarillo verdosa o calabaza claro exacto al color de la piel, textura blanda, semi pastosa, poco jugosa, y sabor dulce, agradable, bueno.
Hueso libre o semi libre, muy pequeño, elíptico, poco sobresaliente, caras laterales arenosas o semi lisas.
Su tiempo de recogida de cosecha se inicia en su maduración durante la segunda decena del mes de junio.

## Progenie
'de Catalogne' es el Parental Madre de la variedad de nueva ciruela 'Early Laxton', híbrido resultado del cruce de 'De Catalogne' x 'Monsieur Hatif'. Desarrollado y criado por Edward Laxton en los viveros "Laxton Bros. Ltd." Bedford, Inglaterra, (Reino Unido) a inicios del siglo  XX en 1902. Fue introducida en los circuitos comerciales en 1916. Fue galardonada con el «Award of Merit» (Premio al Mérito) por la "Royal Horticultural Society" en 1919.

## Usos
La ciruela 'de Catalogne' se comen crudas de fruta fresca en mesa, y también se transforma en mermeladas, almíbar de frutas o compotas para su mejor aprovechamiento.

## Cultivo
Autofértil, es una muy buena variedad polinizadora de todos los demás ciruelos.